# Newbury Park (Londres)
Newbury Park est une zone anglaise située au nord-est de Londres, dans le borough londonien de Redbridge.